# Cardington
Cardington és una població dels Estats Units a l'estat d'Ohio. Segons el cens del 2000 tenia 1.849 habitants.

## Demografia
Segons el cens del 2000, Cardington tenia 1.849 habitants, 754 habitatges, i 486 famílies. La densitat de població era de 383,8 habitants per km².
Dels 754 habitatges en un 34,1% hi vivien nens de menys de 18 anys, en un 45,6% hi vivien parelles casades, en un 14,3% dones solteres, i en un 35,5% no eren unitats familiars. En el 30% dels habitatges hi vivien persones soles l'11,7% de les quals corresponia a persones de 65 anys o més que vivien soles. El nombre mitjà de persones vivint en cada habitatge era de 2,45 i el nombre mitjà de persones que vivien en cada família era de 3,06.
Per edats la població es repartia de la següent manera: un 28,4% tenia menys de 18 anys, un 8,8% entre 18 i 24, un 29,5% entre 25 i 44, un 21,6% de 45 a 60 i un 11,6% 65 anys o més.
L'edat mediana era de 33 anys. Per cada 100 dones de 18 o més anys hi havia 84,3 homes.
La renda mediana per habitatge era de 30.500 $ i la renda mediana per família de 36.823 $. Els homes tenien una renda mediana de 31.483 $ mentre que les dones 21.141 $. La renda per capita de la població era de 14.057 $. Aproximadament el 16,5% de les famílies i el 16,7% de la població estaven per davall del llindar de pobresa.